# Peter van Eyck
Peter van Eyck (născut Götz von Eick; n. 16 iulie 1911, Kamienny Jaz⁠(d), Gmina Chojna⁠(d), Pomerania Occidentală, Polonia – d. 15 iulie 1969, Männedorf, cantonul Zürich, Elveția) a fost un actor de film de origine germană. Este cel mai cunoscut pentru rolurile sale în filme din anii 1960 ca The Spy Who Came in from the Cold, Shalako sau Ultimul pod pe Rin.

## Biografie
După studii muzicale pe care le-a întrerupt, pleacă în exil la Paris în 1931, apoi în Statele Unite în 1932, unde a lucrat în New York ca pianist de bar, până în 1943. A început să scrie și să compună muzică pentru reviste muzicale. Apoi și-a început cariera de actor, favorizat de fizicul său foarte germanic (Cinci morminte până la Cairo, de Billy Wilder, 1943).

## Filmografie

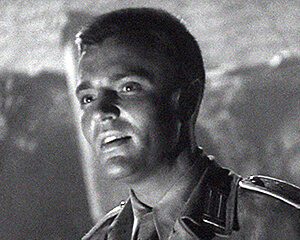
Peter van Eyck în reclama filmului Cinci morminte până la Cairo.

- 1943 Copiii lui Hitler (Hitler's Children), regia Edward Dmytryk – Arresting Sergeant (nemenționat)
- 1943 The Moon Is Down, regia Irving Pichel – locotenentul Tonder
- 1943 Edge of Darkness, regia  Lewis Milestone – soldatul neamț (nemenționat)
- 1943 Cinci morminte până la Cairo (Five Graves to Cairo), regia Billy Wilder – locotenent Schwegler
- 1943 Action in the North Atlantic), regia Lloyd Bacon, Byron Haskin, Raoul Walsh – sublocotenentul neamț (nemenționat)
- 1943 Hitler's Madman, regia Douglas Sirk – gestapovistul (nemenționat)
- 1944 The Impostor, regia Julien Duvivier – Hafner
- 1944 Address Unknown, regia William Cameron Menzies – Heinrich Schulz
- 1944 Resisting Enemy Interrogation, regia Robert B. Sinclair – căpitanul Granach - tânătul ofițer nazist (nemenționat)
- 1949 Hello, Fraulein!, regia Rudolf Jugert – Tom Keller
- 1950 Royal Children, regia Helmut Käutner – Paul König
- 1950 Blondes for Export, regia Eugen York – Rolf Carste
- 1950 The Orplid Mystery, regia Helmut Käutner – Steward Stefan Lund
- 1950 Furioso, regia Johannes Meyer – Peter von Rhoden
- 1950 Third from the Right, regia Géza von Cziffra – Renato
- 1951 Vulpea deșertului (The Desert Fox: The Story of Rommel), regia Henry Hathaway – ofițerul german (nemenționat)
- 1952 Au cœur de la Casbah, regia Pierre Cardinal – Jo
- 1953 Salariul groazei (Le salaire de la peur), regia Henri-Georges Clouzot – Bimba
- 1953 De unul singur (Sailor of the King / Single-Handed), regia Roy Boulting – căpitanul Ludvik von Falk
- 1953  Alarm in Morocco, regia Jean-Devaivre – Howard
- 1953 La chair et le diable, regia Jean Josipovici – Mathias Valdès
- 1954 Night People, regia Nunnally Johnson – căpitanul Serghei "Petey" Petrochine
- 1954 Flesh and the Woman, regia Robert Siodmak – Fred
- 1955 Tarzan's Hidden Jungle, regia Harold D. Schuster – dr. Celliers
- 1955 Un glonț pentru Joey (A Bullet for Joey), regia Lewis Allen – Eric Hartman
- 1955 Sophie et le Crime, regia Pierre Gaspard-Huit – Franck Richter
- 1955 Mr. Arkadin, regia Orson Welles – Thaddeus
- 1955 Jump into Hell, regia David Butler – locotenentul Heinrich Heldman
- 1955 The Cornet, regia Walter Reisch –  Mönchschreiber
- 1956 The Rawhide Years, regia Rudolph Mate – Andre Boucher
- 1956 Run for the Sun, regia Roy Boulting – dr. Van Anders / Colonel Von Andre
- 1956 Atacul, regia Robert Aldrich – SS Captain
- 1957 Burning Fuse, regia Henri Decoin – Pedro Wassewich
- 1957 Fric-frac en dentelles, regia Guillaume Radot – Peter Simon
- 1957 Retour de manivelle, regia Denys de La Patellière – Eric Fréminger
- 1957 The Glass Tower, regia Harald Braun – John Lawrence
- 1957 Tous peuvent me tuer, regia Henri Decoin – Cyril Glad
- 1958 Doctor Crippen Lives, regia Erich Engels – Kriminalkommissar Léon Ferrier
- 1958 Rosemarie, regia Rolf Thiele – Alfons Fribert
- 1958 Schmutziger Engel, regia Alfred Vohrer – Studienrat Dr. Torsten Agast
- 1958 Masca de apă (The Snorkel), regia Guy Green – Paul Decker
- 1958 Schwarze Nylons - Heiße Nächte, regia Alfred Braun, Erwin Marno – Alexandre
- 1959 Du gehörst mir, regia Wilm ten Haaf – Alexander
- 1959 Rommel Calls Cairo, regia Wolfgang Schleif – László Almásy
- 1959 Lockvogel der Nacht, regia Wilm ten Haaf – Karl Amsel
- 1959 The Rest Is Silence, regia Helmut Käutner – directorul general Paul Claudius
- 1959 Crime After School, regia Alfred Vohrer – Dr. Knittel
- 1959 Labyrinth, regia Rolf Thiele – Ron Stevens
- 1959 The Black Chapel, regia Ralph Habib – Robert Golder
- 1959 Rebel Flight to Cuba, regia Gottfried Reinhardt– Captain Pink Roberti
- 1960 Sweetheart of the Gods, regia Gottfried Reinhardt – Dr. Hans Simon
- 1960 Cei 1000 de ochi ai Dr. Mabuse (The Thousand Eyes of Dr. Mabuse), regia Fritz Lang – Henry B. Travers
- 1960 Foxhole in Cairo, regia John Llewellyn Moxey – László Almásy
- 1961 World in My Pocket, regia Alvin Rakoff – Bleck
- 1961 Legge di guerra, regia Bruno Paolinelli – căpitanul Langenau
- 1961 La Fête espagnole, regia Jean-Jacques Vierne – Michel Georgenko
- 1961 Die Stunde, die du glücklich bist, regia Rudolf Jugert – Bönisch
- 1961 Blind Justice, regia Harald Philipp – Prosecutor Dr. Robert Kessler
- 1962 Soție fidelă (Finden Sie, daß Constanze sich richtig verhält?), regia Tom Pevsner – dr. Fred Calonder
- 1962 The Devil's Agent, regia John Paddy Carstairs – Georg Droste
- 1962 Ziua cea mai lungă (The Longest Day), regia Darryl F. Zanuck
- 1962 Creierul (The Brain), regia Freddie Francis – dr. Peter Corrie
- 1962 Station Six-Sahara, regia Seth Holt – Kramer
- 1963 Ostrava, regia Jovan Zivanovic – Peter
- 1963 Scotland Yard Hunts Dr. Mabuse, regia Paul May – Major Bill Tern
- 1963 Das große Liebesspiel, regia Alfred Weidenmann – Chef
- 1963 An Alibi for Death, regia Alfred Vohrer – Günther Rohn
- 1964 Razele morții ale doctorului Mabuse (Die Todesstrahlen des Dr. Mabuse), regia Hugo Fregonese – maiorul Bob Anders
- 1964 The River Line, regia Rudolf Jugert – Major Barton
- 1964 Das Geheimnis der Lederschlinge (I misteri della giungla nera), regia Luigi Capuano – Captain McPherson
- 1965 The Spy Who Came in from the Cold, regia Martin Ritt – Hans-Dieter Mundt
- 1965 The Dirty Game, regia Christian-Jaque, Werner Klingler, Carlo Lizzani, Terence Young – Petchatkin
- 1965 Die Herren, regia Rolf Thiele, Alfred Weidenmann, Franz Seitz – Colonel - episode 'Die Soldaten'
- 1965 Duel at Sundown, regia Leopold Lahola – Don McGow
- 1966 Living It Up, regia Pierre Gaspard-Huit – Peter von Kessner
- 1966 Requiem for a Secret Agent, regia Sergio Sollima – Oscar Rubeck
- 1966 High Season for Spies, regia Julio Coll –  Kramer / Jack Haskins
- 1967 Omul care valora miliarde (L'Homme qui valait des milliards), regia Michel Boisrond – Muller
- 1968 Red Roses for the Fuhrer, regia Fernando Di Leo – Oberst Kerr
- 1968 Tevye and His Seven Daughters, regia Menahem Golan – Priest
- 1968 Assignment to Kill, regia Sheldon Reynolds – Walter Green
- 1968 Shalako, regia Edward Dmytryk – Baron Frederick Von Hallstatt
- 1969 Ultimul pod pe Rin (The Bridge at Remagen), regia John Guillermin – general-colonel von Brock (ultimul rol de film)

## Legături externe
- Peter van Eyck la Internet Movie Database
- Photographs of Peter van Eyck